# Marcos Fruet
Marcos Adriano Ferreira Fruet, popularmente conhecido como Soldado Fruet (Vera Cruz do Oeste, 7 de fevereiro de 1974), é um  policial militar e político brasileiro eleito à Assembleia Legislativa do Paraná pelo Partido Republicano da Ordem Social (PROS) em 2018.
Ainda na infância passou a morar em Foz do Iguaçu, vivendo com a mãe na periferia da cidade, trabalhando de bóia fria e carvoeiro. Ingressou no Exército aos 18 anos, deixando a corporação em 1999. Em 2002, ingressou na Polícia Militar do Paraná.
Em 2018, disputou sua primeira eleição, candidato a deputado estadual. Recebeu 35 mil votos, sendo eleito. Foi o candidato a ALEP mais bem votado na cidade de Foz do Iguaçu, recebendo 20% dos votos.